# L'Histoire de Chicago May
L'Histoire de Chicago May (titre original en anglais : The Story of Chicago May) est un roman irlandais de Nuala O'Faolain publié originellement en 2005 et en français le 21 août 2006 aux éditions Sabine Wespieser. Il a reçu le prix Femina étranger la même année.

## Résumé
Le roman retrace l'histoire de la voleuse irlandaise Chicago May qui à New York, Chicago, Londres et Paris séduisit les hommes et les dépouilla.

## Éditions
- Éditions Sabine Wespieser, 2006,  (ISBN 978-2848050430).
- 10/18, coll. « domaine étranger », 2008  (ISBN 978-2264046079).